# Webbinelloidea
Webbinelloidea es un género de foraminífero bentónico de la familia Lacustrinellidae, de la superfamilia Psammosphaeroidea, del suborden Saccamminina y del orden Astrorhizida. Su especie tipo es Webbinelloidea similis. Su rango cronoestratigráfico abarca desde el Eifeliense hasta el Givetiense (Devónico medio).

## Discusión
Clasificaciones previas incluían Webbinelloidea en la subfamilia Hemisphaerammininae, de la familia Hemisphaeramminidae, de la superfamilia Astrorhizoidea, así como en el suborden Textulariina del orden Textulariida, o bien en el Orden Lituolida.

## Clasificación
Webbinelloidea incluye a las siguientes especies:
- Webbinelloidea asymmetrica †
- Webbinelloidea bipartita †
- Webbinelloidea globulosa †
- Webbinelloidea hattini †
- Webbinelloidea hemispherica †
- Webbinelloidea multicarinata †
- Webbinelloidea nodosa †
- Webbinelloidea polyhedra †
- Webbinelloidea rugosa †
- Webbinelloidea similis †
- Webbinelloidea sola †
- Webbinelloidea tholus †
- Webbinelloidea trilocularis †
- Webbinelloidea ventriquentra †

En Webbinelloidea se ha considerado el siguiente subgénero:
- Webbinelloidea (Apsiphora), también considerado como género Apsiphora